# Lillön, Korpo
Lillön är en ö i Finland. Den ligger i Skärgårdshavet och i kommunen Pargas i den ekonomiska regionen  Åboland i landskapet Egentliga Finland, i den sydvästra delen av landet. Ön ligger omkring 66 kilometer sydväst om Åbo och omkring 190 kilometer väster om Helsingfors. Lillön ligger 7 meter över havet.
Öns area är 2,3 hektar och dess största längd är 240 meter i öst-västlig riktning.